# Kabut Berduri - La nebbia sul confine
Kabut Berduri - La nebbia sul confine (Kabut Berduri) è un film del 2024 diretto da Edwin.

## Trama
Una detective indaga su una serie di omicidi cruenti al confine tra Indonesia e Malesia facendole affrontare con i fantasmi del suo passato.

## Distribuzione
Il film è stato distribuito sulla piattaforma Netflix a partire dal 1º agosto 2024.